# 市政署大樓
市政署大樓（葡萄牙語：Edifício do Instituto para os Assuntos Municipais），俗稱議事亭、市政廳（Leal Senado），曾稱為市政廳大樓、臨時澳門市政局大樓及民政總署大樓；建築物位於澳門亞美打利比盧大馬路（即新馬路）163號；大樓曾作為澳門議事公局（又稱議事公局、議事會）及市政機構的辦公場所。市政署大樓現為聯合國教科文組織世界遺產名錄的澳門歷史城區歷史建築群之一。

## 歷史
市政署大樓始建於1584年，因《澳門記略》之繪圖，令人以為其前身議事亭原為一座以磚石並且帶有圍牆的中式庭園，是明朝宣讀政府命令以及作為中、葡官員會面的場所；1784年，葡萄牙人購買了該大樓的地皮外，並修建為一座兩層樓高的巴洛克式大樓，成為當時葡萄牙人在澳門實行自治及辦公的議事公局大樓。
1876年，大樓因日久失修以及受到颱風破壞而進行重修；重修後的大樓加入了新古典主義的建築特色。及後數十年也繼續受到颱風的天然災害破壞外，也受到白蟻的侵蝕影響。1940年進行大修後的大樓及其外牆是為現今的大樓面貌。民政總署大樓除了作為市政機構辦公大樓外，也曾作為博物館、郵電機構、衛生機構、法院及監獄等用途，但都一一被遷出大樓。1966年發生一二三事件當日，示威群眾進入市政廳大樓並進行破壞，警方隨後出動防暴車在大樓前掃射水喉驅趕衝擊建築物的群眾。
1999年12月20日凌晨，大樓由原稱澳門市政廳大樓（Edifício do Leal Senado）被易名為臨時澳門市政局大樓（Edifício da Câmara Municipal de Macau Provisória）；而大樓門面上澳門市政廳市盾盾徽以及徽號下寫著葡萄牙語「Leal Senado（意謂忠誠的議會）」以及門楣上寫有「市政廳」的中文字樣被新成立的澳門特區政府把一幅印有臨時澳門市政局局徽的藍色大布遮蓋大樓大部分樓面。山牆及後被換上澳門特區區徽後，區徽與山牆的大小比例亦與原來的市政廳徽號面積對比頗大。2001年7月13日，臨時澳門市政局大樓被列入為澳門申報世界文化遺產名單之內。
2002年1月1日零時，澳門特區政府撤銷臨時澳門市政局及臨時海島市政局而設立民政總署；同時，大樓的門匾也改為「民政總署」，大樓被易名為「民政總署大樓」。民政總署大樓於2005年7月15日被列入聯合國教科文組織世界文化遺產名錄的澳門歷史城區歷史建築群之一。
2019年1月1日，澳門特區政府撤銷民政總署而設立市政署；同時，大樓的門匾也改為「市政署」，大樓被易名為「市政署大樓」。

## 設施及特色

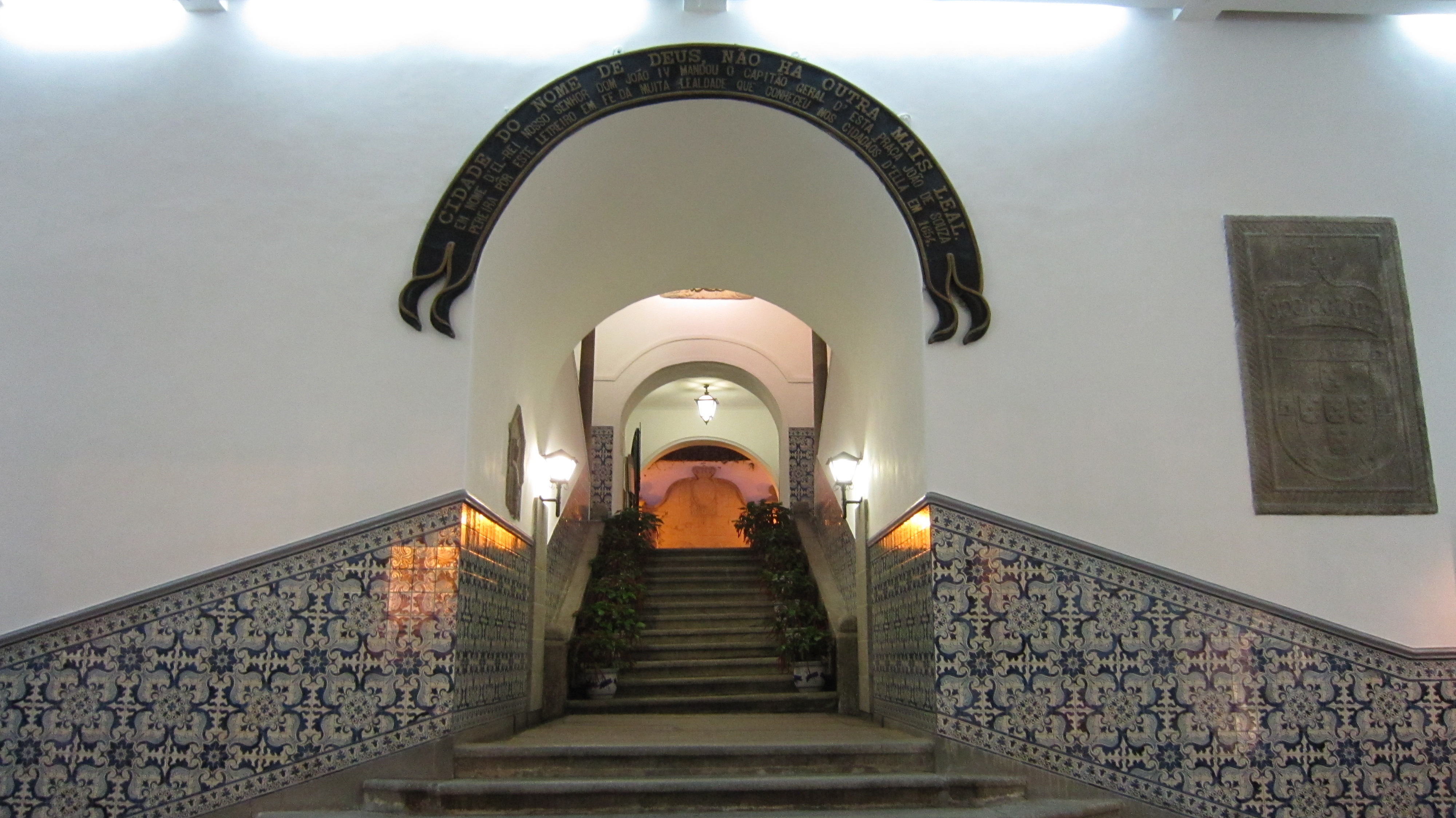
市政署大樓第一進深至第三進深；而牆腳嵌有葡萄牙特色的青瓷磚

現時的市政署大樓的牆身外貌於1940年重修後保留至今；大樓內的牆腳部分嵌有葡萄牙青瓷磚；大樓在建築平面上作了三個進深發展。第一進深是為中央門廳，而中央門廳之側是為展覽廳及公共空間外，二樓是為會議室以及市政署大樓圖書館；在第一進深經過梯級拱洞則為第二進深。第二進深為大樓的行政區域及大禮堂所在地，它和第一進深均是為兩層高，但樓高則較第一進深的建築為低。最後一進深則是為大樓的葡式花園也由拱洞連接

### 紀念條幅

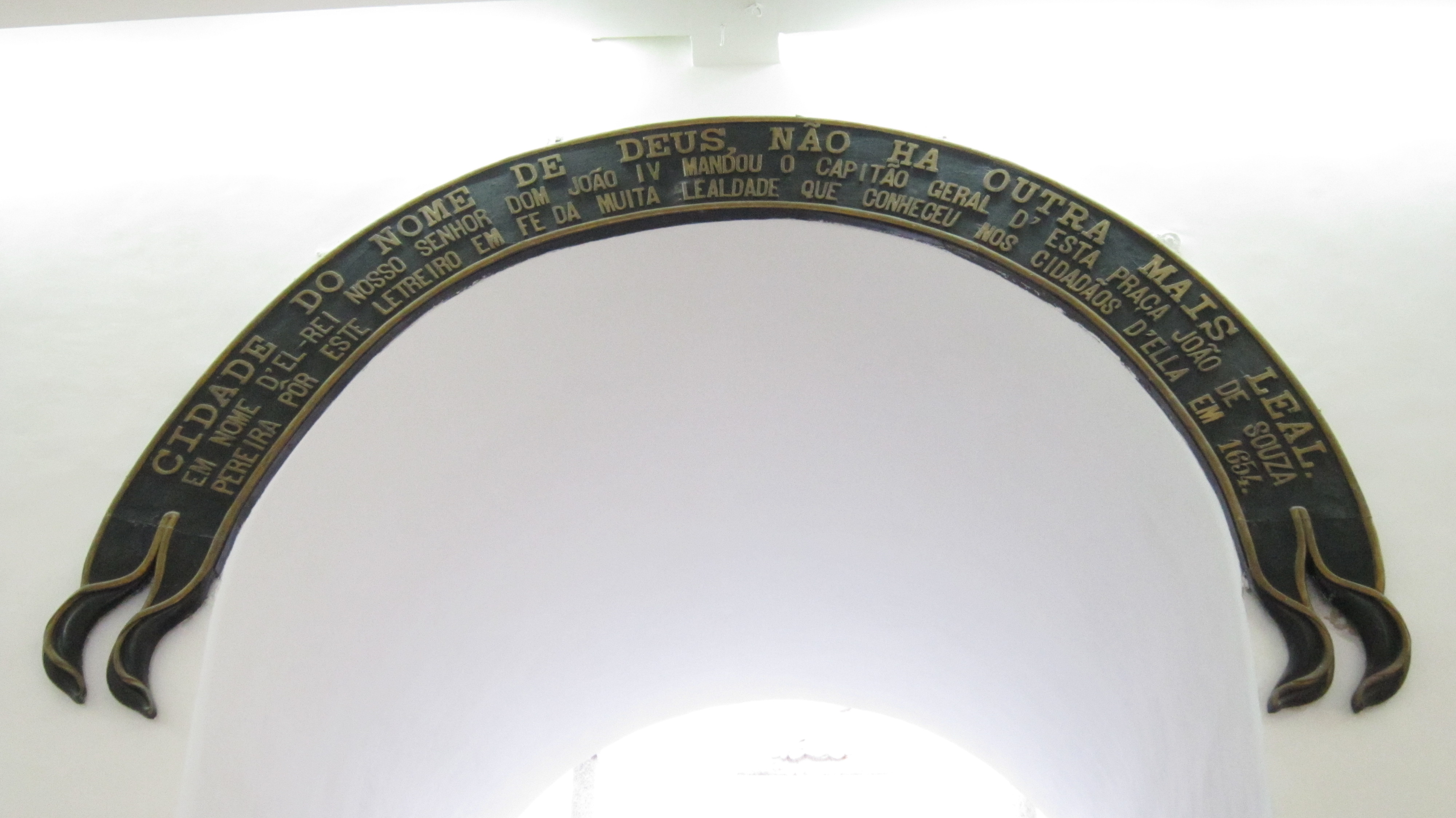
約翰四世賜予「無與倫比忠誠的天主聖名之城」稱號的紀念條幅

在第一進深的大堂通往第二進深的梯級拱洞之上一幅木製半弧形的條幅，條幅最上一行寫著葡萄牙文「（意謂無與倫比忠誠的天主聖名之城）」，以紀念葡萄牙國王約翰四世表彰澳門在西班牙統治葡萄牙期間對葡萄牙皇國的忠誠而賜予的封號。

### 石雕
市政署大樓第一進深的大堂及其他地方均鑲嵌很多具有歷史價值的石雕，包括一個紀念葡萄牙亞維士皇朝莉娜皇后（Rainha Dona Leonor）創立仁慈堂（Santa Casa de Misericórdia）的雕像，該石雕於1833年仁慈堂大樓的教堂被拆毀時移送及鑲嵌至市政署大樓之內。另外，第一代關閘上的中葡文石雕也被鑲在大堂的牆上。

### 畫廊
市政署畫廊位於大樓的大堂側翼，於1985年使用。畫廊曾作為辦公大樓，現作舉辦藝術、文物等展覽場地。

### 圖書館
議事亭藏書樓（Biblioteca do Senado）位於市政署大樓二樓，於1929年啟用，現由澳門文化局管轄；是為澳門中央圖書館前身外，也是服務時間最長和館藏價值較高圖書館之一。圖書館的設計是參照葡萄牙瑪弗拉修道院圖書館（Biblioteca do Convento de Mafra）作為藍本，具有葡萄牙布拉干薩王朝約翰五世時代的古典風格；圖書館特別收藏17世紀至1950年代葡萄牙在非洲及遠東古籍。

### 大禮堂
大禮堂於澳葡政府市政議會使用期間作為該機構的會議及隆重儀式場地，而市政署現時把場地作為舉行公開會議及記者招待會之用；曾掛有澳門市政廳的市盾盾徽及臨時澳門市政局局徽。大禮堂內設有一間小教堂；小教堂於1940年設立，設有聖母無染原罪像以及澳門聖人主保聖若翰洗者聖像。

### 花園

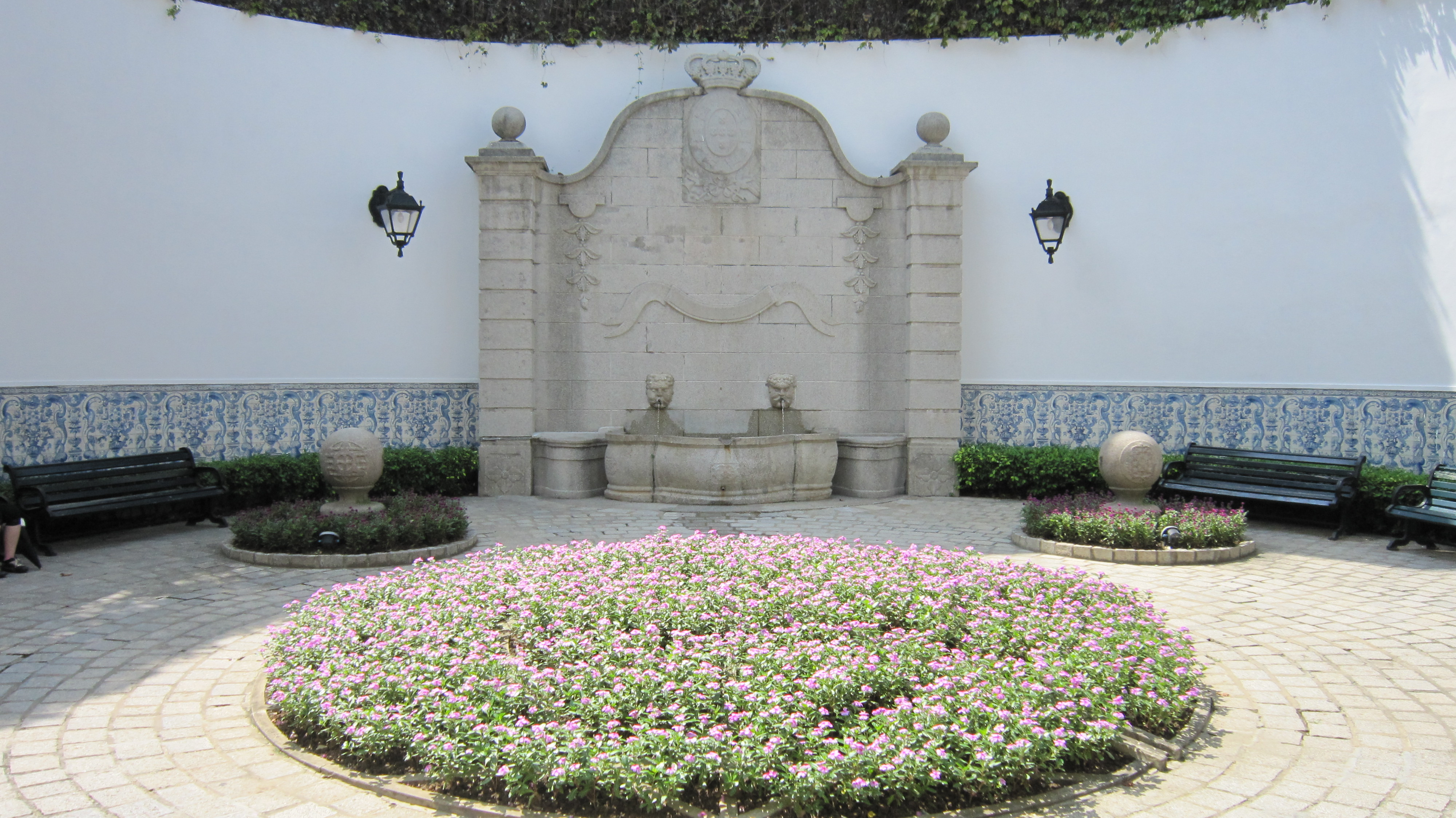
市政署大樓內之葡式花園

花園位於大樓的第三進深，是一個富有葡萄牙色彩的花園；通向花園的鐵闡是葡萄牙手工極精細的五金製成品；在大門兩側向花園的牆身有葡萄牙青瓷磚的裝飾。花園中間有一個渾天儀形狀的花圃、石壁頂部雕刻著葡萄牙盾徽的噴泉外，也有刻著葡萄牙盾徽的兩個圓型石球以及兩名葡萄牙著名詩人賈梅士及João de Deus的半身石像。